# Juniperus chinensis
Juniperus chinensis, um Juniperus da China, é uma espécie de árvore pertencente à família das Cupressaceae, nativa do noroeste da Ásia (República Popular da China, Mongólia, Japão, Coreia e sudeste da Rússia).

## Variedades
- Juniperus chinensis var. chinensis L.
- Juniperus chinensis var. sargentii A.Henry =Juniperus sargentii
- Juniperus chinensis var. tsukusiensis (Masam.) Masam.[4]